# 特魯布切夫斯克
52°32′N 33°46′E / 52.533°N 33.767°E
特魯布切夫斯克（羅馬化：Trubchevsk）是俄羅斯布良斯克州南部的一個城市，位於傑斯納河畔，距布良斯克西南80公里。2002年人口16,342人。
傳統的建年份為975年，1778年設市。